# Балахничёв, Валентин Васильевич
Валентин Васильевич Балахничёв (род. 1949) — советский и российский спортивный функционер, тренер по лёгкой атлетике, мастер спорта СССР (лёгкая атлетика, 1970), Заслуженный тренер РСФСР (1980), заслуженный работник физической культуры Российской Федерации (1997).
Бывший президент Всероссийской федерации лёгкой атлетики (1991—2015), пожизненно отстраненный Комитетом по этике Международной ассоциации легкоатлетических федераций (IAAF) от деятельности под эгидой федерации.

## Биография
Родился 23 апреля 1949 года в городе Луцке Украинской ССР. В 1966 году окончил там же среднюю школу, в 1975 году — факультет промышленной теплоэнергетики Московского энергетического института. Ещё школьные годы увлёкся барьерным бегом, а учась в институте продолжил занятия легкой атлетикой, участвуя в спортивных соревнованиях в составе сборной команды страны. В 1970 году становится инструктором по лёгкой атлетике Московского городского совета СДСО «Буревестник».
С 1977 года — тренер-преподаватель, а затем старший тренер-преподаватель по барьерному бегу Специализированной школы высшего спортивного мастерства по легкой атлетике Комитета по физической культуре и спорту при Исполкоме Мосгорсовета.
В 1980 году, накануне Олимпийских игр в Москве, перешёл на тренерскую работу в сборную СССР по лёгкой атлетике.
С 1984 по 1987 год — старший тренер-преподаватель Экспериментальной школы высшего спортивного мастерства Комитета по физической культуре и спорту при Мосгорисполкоме.
В 1985 году на кафедре биомеханики Института физической культуры защитил диссертацию на соискание учёной степени кандидата педагогических наук, посвященную барьерному бегу.
В 1987 году назначен главным тренером сборной команды РСФСР по лёгкой атлетике.
С 1991 по 2015 год был Президентом Всероссийской федерации лёгкой атлетики (ВФЛА), одновременно с 2000 по 2003 год занимал должности заместителя и первого заместителя председателя Госкомспорта Павла Рожкова и руководителя Росспорта Вячеслава Фетисова.
С 1995 года на протяжении трёх сроков был первым вице-президентом Европейской легкоатлетической ассоциации.
Длительное время состоял членом редколлегий спортивно-методических журналов «Лёгкая атлетика» и «Теория и практика физической культуры».

## Допинговые скандалы
30 января 2015 года РУСАДА дисквалифицировала за допинг победительницу Олимпиады-2012 Юлию Зарипову и многоборку Татьяну Чернову. По итогам этих скандалов, 17 февраля 2015 года Валентин Балахничёв ушёл в отставку с должности президента ВФЛА.

## Звания, награды, должности в международных организациях
- Мастер спорта (лёгкая атлетика, 1970)[4]
- кандидат педагогических наук (1982)[4]
- доктор педагогических наук (1999)
- Заслуженный тренер РСФСР (1980)[4]
- Заслуженный работник физической культуры Российской Федерации (1997)[5]
- медаль «За трудовое отличие»[4]
- 12 апреля 2013 года награждён орденом «За заслуги перед Отечеством» IV степени[6].
- член исполкома Олимпийского комитета России[4]
- член комитета комиссии маркетинга IAAF
- вице-президент Европейской легкоатлетической федерации (1995-?)[4]

## Обвинение в коррупции
13 января 2020 года в Париже начался судебный процесс над функционерами ИААФ подозреваемыми в коррупции. Главным обвиняемым является Ламин Диак. Кроме того, субъектами международных ордеров на арест являются россияне Валентин Балахничёв, обвиняемый в «даче и получении взяток» и «отмывании денег при отягчающих обстоятельствах» и Алексей Мельников, бывший главный тренер России по бегу на длинные дистанции — обвиняется в «получении взяток». Все подозреваемые заявили, что не намерены являться в суд.
16 сентября 2020 г. суд признал Балахничёва виновным "в активной и пассивной коррупции" и приговорил его к трем годам тюремного заключения.

## Семья
Отец — Балахничёв Василий Федорович (1923 г. рожд.), участник Великой Отечественной войны, в послевоенное время — врач-стоматолог.

Мать — Балахничёва Галина Валентиновна (1929 г. рожд.), педагог, работала в школе.

Женат. Супруга — Балахничёва Людмила Андреевна, тренер по фигурному катанию. Сын — Балахничев Александр Валентинович, кандидат педагогических наук, работает в Международном центре развития легкой атлетики ИААФ.